# Der Gorilla von Soho
Der Gorilla von Soho és una pel·lícula de ficció criminal de l'Alemanya Occidental de 1968 dirigida per Alfred Vohrer  i protagonitzada per Horst Tappert, Uschi Glas i Uwe Friedrichsen. Va formar part de la llarga sèrie d'adaptacions d'Edgar Wallace de Rialto Film.
Es va rodar en ubicació al voltant de Londres i als Spandau Studios a Berlín. Els decorats de la pel·lícula van ser dissenyats pel director d'art Walter Kutz i Wilhelm Vorwerg.

## Sinopsi
La ciutat de Londres desperta atemorida per una sèrie d'estranys assassinats d'homes rics que formen part d'una organització benèfica, comesos per una banda que ofega les seves víctimes al Tàmesi i als seus cossos hi ha inscripcions diabòliques. L'inspector de Scotland Yard David Perkins ha descobert que darrera d'aquests assassinats hi ha una banda amb goril·la, i treballa amb Susan McPherson, experta en llengües africanes.

## Repartiment
- Horst Tappert com a Insp. David Perkins
- Uschi Glas com Susan McPherson
- Uwe Friedrichsen com el sergent. Jim Pepper
- Hubert von Meyerinck com Sir Arthur
- Herbert Fux com el Sr. Sugar
- Inge Langen com a Mare Superiora / Oberin
- Beate Hasenau com a Cora Watson
- Albert Lieven com a Henry Parker
- Ilse Pagé com a Miss Finley
- Hilde Sessak com a germana Elizabeth
- Ralf Schermuly com a Edgar Bird
- Maria Litto com a Glòria
- Claus Holm com el Dr. Jeckyll
- Ingrid Back com a Patsy
- Franz-Otto Krüger com a metge de policia
- Eric Vaessen com a Gordon Stuart
- Catana Cayetano com a Dorothy Smith
- Heidrun Hankammer com a Mädchen im Heim
- Käthe Jöken-König com la mare de Susan
- Uschi Mood com Aktmodell
- Ingrid Steeger com a cambrera
- Reinhold Timm com a Zeichner
- Alfred Vohrer com a Edgar Wallace
- Bernd Wilczewski com a Muskelmodell